# Orchestrella longipes
Orchestrella longipes is een spinnensoort uit de familie van de jachtkrabspinnen (Sparassidae).
De wetenschappelijke naam van de soort werd in 1965 gepubliceerd door Reginald Frederick Lawrence.